# Есам Ел-Хадари
Есам Ел-Хадари (на арабски: عصام الحضري) е бивш египетски футболист, вратар. Държи рекорда за най-възрастен футболист, записал мач на световно първенство, като на 45 години и 161 дни пази в двубоя от груповата фаза на Мондиал 2018 срещу Саудитска Арабия. Многократен шампион на Египет в състава на СК Ал Ахли, за които има над 400 мача. Четирикратен носител на Купата на африканските нации, като три пъти е обявяван за най-добър вратар на турнира.

## Клубна кариера
Започва кариерата си в тима на Дамиета СК през 1993 г. и помага на тима за първи път да се класира в Първа дивизия на шампионата. През 1996 г. подписва с Ал Ахли, където в продължение на 12 години е несменяем титуляр. По време на престоя си записва 412 мача, печели 8 пъти титлата на Египет, 4 пъти националната купа, 4 пъти Шампионската лига на Африка, 3 суперкупи на Африка и веднъж клубната купа на Арабския полуостров.
През февруари 2008 г. преминава в швейцарския ФК Сион, макар да има действащ контракт с Ал Ахли. Състезателните му права са спрени за 4 месеца, но все пак стражът подписва със Сион. Тимът е наказан с изваждане на 36 точки от актива, а през 2009 г. Ел Хадари се завръща в Египет.
През сезон 2009/10 пази за ФК Исмаили, след което преминава в Замалек. През 2011 г. преминава в суданския Ал Мереих, с който печели титлата и купата на Судан. През 2012 г. е даден под наем в Ал Итихад (Александрия), но след прекъсването на египетското първенство
поради трагедията в Порт Саид се връща в Судан. През 2013 г. преминава в Уади Дегла, а през сезон 2014/15 отново облича екипа на Исмаили.
През 2017 г. преминава в Ал Таавон, ставайки първият чуждестранен вратар в шампионата на Саудитска Арабия.

## Национален отбор
Дебютира за националния отбор на Египет през 1996 г. През 1998 г. печели Купата на африканските нации. Ел Хадари става шампион на Африка още три пъти – през 2006, 2008 и 2010 г. като е избран и за най-добър вратар в трите издания на турнира. През януари 2013 г. слага край на кариерата си в националния отбор, но през 2014 г. се завръща, започвайки като титуляр в мач с Босна и Херцеговина. През 2017 г. става най-възрастният футболист, играл в Купата на африканските нации, като на 44 години пази в мача с Мали. Вратарят е с основен принос за достигането на финала на турнира, загубен от Камерун. В полуфиналите Ел Хадари спасява 2 дузпи, което е решаващо за победата над Буркина Фасо.
През 2018 г. попада в състава на Египет за световното първенство в Русия. Ветеранът е резерва на Мохамед Ел-Шенави, но играе в третия мач от груповата фаза срещу Саудитска Арабия, загубен с 1:2 от Египет. Така Ел Хадари чупи рекорда на Фарид Мондрагон за най-възрастен футболист, записал мач на Световно първенство.